# Liste der Stolpersteine in Erwitte
Die Liste der Stolpersteine in Erwitte enthält die Stolpersteine, die im Rahmen des gleichnamigen Kunst-Projekts von Gunter Demnig in Erwitte verlegt wurden. Mit ihnen soll an die Opfer des Nationalsozialismus erinnert werden, die in Erwitte lebten und wirkten.
Die Stolpersteine der Familie Eichenwald, an der Ecke Hellweg Berger Straße, wurden bei Bauarbeiten im November 2022 beschädigt. Diese Steine sind aufgrund der Beschädigungen schließlich im März 2023 ausgetauscht worden.

## Liste der Stolpersteine
| Name                                   | Adresse                      | Bild | Inschrift | Verlegedatum  | Biografie und Anmerkungen                             |
| -------------------------------------- | ---------------------------- | ---- | --- | ------------- | ----------------------------------------------------- |
| Klara Schreiber                        | Am Markt 3 ·                 |      | Hier wohnte Klara Schreiber Jg. 1877 deportiert 1942 Zamosz ermordet                                                 | 20. Okt. 2012 | Geboren am 8. Juni 1877 in Erwitte.                   |
| Regina Schreiber                       | Am Markt 3 ·                 |      | Hier wohnte Regina Schreiber Jg. 1876 deportiert 1942 Zamosz ermordet                                                | 20. Okt. 2012 | Geboren am 29. März 1876 in Erwitte.                  |
| Siegfried Schreiber                    | Am Markt 3 ·                 |      | Hier wohnte Siegfried Schreiber Jg. 1879 ´Schutzhaft´ 1938 Sachsenhausen deportiert 1942 Zamosz ermordet             | 20. Okt. 2012 | Geboren am 24. Juli 1879 in Erwitte.                  |
| Fritz Hanauer                          | Hellweg 13 ·                 |      | Hier wohnte Fritz Hanauer Jg. 1898 deportiert 1942 Zamosz ermordet                                                   | 20. Okt. 2012 | Geboren am 4. November 1898 in Mülheim an der Ruhr.   |
| Trude Hanauer                          | Hellweg 13 ·                 |      | Hier wohnte Trude Hanauer geb. Fischel Jg. 1903 deportiert 1942 Zamosz ermordet                                      | 20. Okt. 2012 |                                                       |
| Ursel Hanauer                          | Hellweg 13 ·                 |      | Hier wohnte Ursel Hanauer Jg. 1929 deportiert 1942 Zamosz ermordet                                                   | 20. Okt. 2012 | Geboren am 22. April 1929 in Duisburg.                |
| Ernst Eichenwald                       | Hellweg Ecke Berger Straße · |      | Hier wohnte Ernst Eichenwald Jg. 1907 deportiert 1942 Izbica ermordet                                                | 7. Feb. 2014  | Geboren am 18. August 1907 in Erwitte.                |
| Helene Eichenwald                      | Hellweg Ecke Berger Straße · |      | Hier wohnte Helene Eichenwald geb. Simon Jg. 1903 deportiert 1942 Zamosc ermordet                                    | 7. Feb. 2014  | Geboren am 10. Februar 1903 in Dinschede (Oeventrop). |
| Horst Eichenwald                       | Hellweg Ecke Berger Straße · |      | Hier wohnte Horst Eichenwald Jg. 1932 Flucht 1939 Holland interniert Westerbork deportiert 1943 Sobibor ermordet     | 7. Feb. 2014  | Geboren am 13. Juli 1932 in Lippstadt.                |
| Regina Eichenwald                      | Hellweg Ecke Berger Straße · |      | Hier wohnte Regina Eichenwald geb. Goldschmidt Jg. 1871 deportiert 1942 Theresienstadt ermordet in Treblinka         | 7. Feb. 2014  | Geboren am 13. Juli 1871 in Hoof (Schauenburg).       |
| Walter Eichenwald                      | Hellweg Ecke Berger Straße · |      | Hier wohnte Walter Eichenwald Jg. 1902 ´Schutzhaft´ 1938 Sachsenhausen deportiert 1942 Zamosc ermordet               | 7. Feb. 2014  | Geboren am 30. August 1902 in Erwitte.                |
| Werner Eichenwald                      | Hellweg Ecke Berger Straße · |      | Hier wohnte Werner Eichenwald Jg. 1935 deportiert 1942 Zamosc ermordet                                               | 7. Feb. 2014  | Geboren am 24. Juli 1935 in Erwitte.                  |
| Gedenkstein für die ehemalige Synagoge | Hellweg 50 ·                 |      | Hier stand eine Synagoge erbaut 1800 zerstört 9.11.1938 abgerissen 1982                                              | 20. Okt. 2012 |                                                       |
| Erna Ratheim                           | König-Heinrich-Straße 16 ·   |      | Hier wohnte Erna Ratheim Jg. 1902 deportiert Sobibor ermordet 1943                                                   | 20. Okt. 2012 | Geboren am 12. August 1902 in Erwitte.                |
| Helene Ratheim                         | König-Heinrich-Straße 16 ·   |      | Hier wohnte Helene Ratheim geb. Falk Jg. 1866 deportiert 1942 Theresienstadt ermordet 13.8.1942                      | 20. Okt. 2012 | Geboren am 4. Juli 1866 in Güsten (Sachsen-Anhalt).   |
| Johanna Ratheim                        | König-Heinrich-Straße 16 ·   |      | Hier wohnte Johanna Ratheim Jg. 1900 deportiert 1942 Zamosz ermordet                                                 | 20. Okt. 2012 |                                                       |
| Paul Bendix Ratheim                    | König-Heinrich-Straße 16 ·   |      | Hier wohnte Paul Bendix Ratheim Jg. 1899 Flucht Frankreich interniert Drancy deportiert 1942 Auschwitz ermordet 1942 | 20. Okt. 2012 | Geboren am 8. Mai 1899 in Erwitte.                    |
| Willi Ratheim                          | König-Heinrich-Straße 16 ·   |      | Hier wohnte Willi Ratheim Jg. 1907 Flucht 1939 USA überlebt                                                          | 20. Okt. 2012 |                                                       |
| Mathilde Goldschmidt                   | Hellweg 2 ·                  |      | Hier wohnte Mathilde Goldschmidt geb. Sternberg Jg. 1910 deportiert 1942 Zamosc ermordet                             | 7. Feb. 2014  | Geboren am 1. Juni 1910 in Erwitte.                   |
| Helene Sternberg                       | Hellweg 2 ·                  |      | Hier wohnte Helene Sternberg geb. Lebach Jg. 1870 deportiert 1942 Theresienstadt tot 8.6.1943                        | 7. Feb. 2014  | Geboren am 10. Mai 1870 in Adorf (Diemelsee).         |
| Otto Sternberg                         | Hellweg 2 ·                  |      | Hier wohnte Otto Sternberg Jg. 1897 ´Schutzhaft´ 1938 Sachsenhausen Flucht 1939 Kanada überlebt                      | 7. Feb. 2014  |                                                       |
| Regina Sternberg                       | Hellweg 2 ·                  |      | Hier wohnte Regina Sternberg Jg. 1870 deportiert 1942 Theresienstadt ermordet in Treblinka                           | 7. Feb. 2014  | Geboren am 8. Dezember 1870 in Erwitte.               |